# Cryptocarya womersleyi
Cryptocarya womersleyi är en lagerväxtart som beskrevs av André Joseph Guillaume Henri Kostermans. Cryptocarya womersleyi ingår i släktet Cryptocarya och familjen lagerväxter. Inga underarter finns listade i Catalogue of Life.